# Kallstroemia mexicana
Kallstroemia mexicana là một loài thực vật có hoa trong họ Zygophyllaceae. Loài này được Hook. & Arn. miêu tả khoa học đầu tiên.